# Kronenbergerheide, Heesberg, Steegberg en Schatberg
Kronenbergerheide, Heesberg, Steegberg en Schatberg is een bosgebied ten zuiden van Kronenberg in de Nederlandse provincie Limburg. Het ongeveer 500 ha omvattende gebied is van oorsprong een heide- en stuifzandgebied dat pas ná 1945 ontgonnen is. Tegenwoordig bestaat het gebied voornamelijk uit naaldbos, met enkele heiderestanten. Er zijn wandel- en fietsroutes aangelegd. De directe omgeving van dit gebied kent intensieve recreatie: Attractiepark Toverland, een groot bungalowpark met vijvers, en een camping.